# Pueblo Nuevo de la Sierra
Pour les articles homonymes, voir Pueblo Nuevo.
Publo Nuevo de la Sierra, ou simplement Pueblo Nuevo, est la capitale de la paroisse civile de Colina de la municipalité de Petit de l'État de Falcón au Venezuela.